# La vita che verrà - Herself
La vita che verrà - Herself (Herself) è un film del 2020 diretto da Phyllida Lloyd.

## Trama
Sandra è una donna con due figlie piccole sposata con un uomo molto  violento. Quando, un giorno, il marito, appena rientrato a casa, per l'ennesima volta, per futili motivi, la picchia  selvaggiamente, grazie all'aiuto di una delle sue piccole che corre a chiedere aiuto, riesce a denunciarlo. In tribunale viene stabilito che le piccole siano affidate a lei e che l'uomo versi una quota per il loro mantenimento. Sandra si adatta alla dura vita: vive in una stanza d'albergo, accudisce le figlie e lavora  come donna delle pulizie in un bar e a casa di Peggy, una dottoressa incattivita dalla vita.  Cerca di ottenere una casa popolare, ma le graduatorie sono lunghe e lei in queste è molto indietro. Un giorno, su internet, legge della possibilità di costruire una casa da soli disponendo di un importo modesto. Decide, quindi, di affrontare l'impresa con  il sostegno di alcuni amici e di Peggy, che stando vicino a Sandra ha trovato la forza di vivere e di affrontare i suoi problemi. Peggy mette a disposizione un terreno sul retro di casa sua e la aiuta economicamente in quest'impresa. Il fatto però viene tenuto nascosto e Sandra non dichiara la costruzione della casa all'agenzia che assegna le case popolari dal momento che le due cose sono incompatibili. Il marito di Sandra, che nel frattempo si è trasferito dai genitori, è puntuale nei pagamenti degli assegni e la donna è puntuale nel portare le due figliole dal padre nei turni stabiliti dal tribunale. Una delle due figliole, però, comincia a non voler andare dal padre dal momento che ha assistito al pestaggio della madre  e lo teme. Ciò accade per otto volte e l'uomo  approfitta per denunciare la moglie e chiedere l'affidamento delle piccole. La costruzione della casa intanto procede regolarmente. Durante il processo per l'affidamento, Sandra viene trattata in malo modo dalla giudice che la accusa di non portare le figlie dal padre e di falso per  non aver dichiarato di stare costruendo una casa. Sandra reagisce in modo aggressivo e le cose sembrano mettersi male per lei. Ma, dopo una pausa durante il processo, calma e decisa, pronuncia un accorato e convincente discorso nel quale mette in evidenza che tutto viene preso in considerazione tranne il fatto che se si trova in quella situazione è perché vittima del marito. Le figlie le vengono affidate. La costruzione della casa è finalmente completata e il gruppetto che l'ha realizzata festeggia, quando, a un tratto, si intravede una forte luce. Un incendio sta distruggendo la casa ed è stato l'ex marito a darle fuoco. Sandra precipita nella disperazione assoluta. È incapace di reagire, quando una mattina ancora distesa a letto, trova la suocera seduta accanto a lei che le dice che il figlio è stato arrestato e rimarrà in carcere per diverso tempo e la incoraggia a non abbattersi. Sandra si alza dal letto e raggiunge il terreno dove sono rimaste le ceneri della casa. Vi trova le figliolette che le raccolgono con delle pale e cercano di recuperare viti e altri pezzi per poterli riutilizzare. Prende anche lei una pala e ricomincia a lavorare su quelle ceneri.

## Distribuzione
La pellicola ha avuto l'anteprima mondiale al Sundance Film Festival il 24 gennaio 2020. In seguito Amazon Studios ha acquisito i diritti di distribuzione negli Stati Uniti. È arrivato nelle sale statunitensi in distribuzione limitata il 30 dicembre 2020, seguito dall'uscita in streaming su Prime Video l'8 gennaio 2021.
Il film è stato distribuito nelle sale cinematografiche italiane a partire dal 17 giugno 2021.